# معاهدة الدولة النمساوية

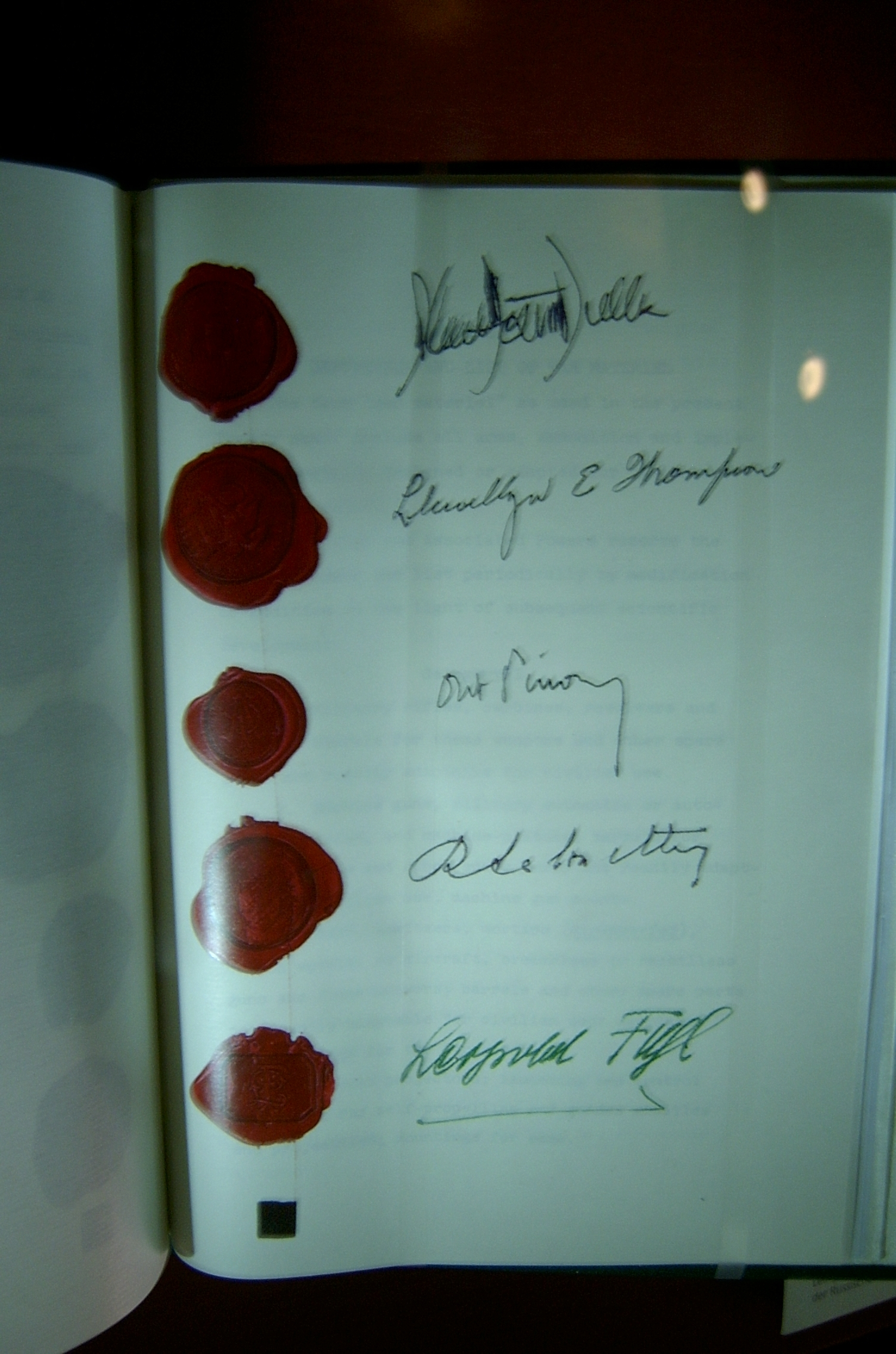
توقيعات وزراء خارجية دول الحلفاء ووزير خارجية النمسا على معاهدة الدولة النمساوية

معاهدة الدولة النمساوية (بالألمانية: Österreichischer Staatsvertrag) أو معاهدة الاستقلال النمساوي، واسمها الكامل معاهدة الدولة من أجل إحياء النمسا المستقلة والديمقراطية، الموقعة في فيينا في 15 مايو 1955 (بالألمانية: Staatsvertrag betreffend die Wiederherstellung eines unabhängigen und demokratischen Österreich, gegeben zu Wien am 15. Mai 1955) هي المعاهدة التي أعيد بموجبها تأسيس الدولة النمساوية كدولة مستقلة. وُقعت في قصر بيلفيدير بفيينا في 15 مايو 1955، وكان طرفاها دول الحلفاء التي تحتل النمسا (فرنسا والمملكة المتحدة والولايات المتحدة الأمريكية والاتحاد السوفييتي) والحكومة النمساوية. دخلت المعاهدة حيز التنفيذ في 27 يوليو 1955.

## الموقعون على المعاهدة
- وزراء خارجية دول الحلفاء المحتلة للنمسا:
  - فياتشيسلاف مولوتوف (الاتحاد السوفييتي)
  - جون فوستر دالاس (الولايات المتحدة)
  - هارولد ماكميلان (المملكة المتحدة)
  - أنطوان بيناي (فرنسا)
- وزير خارجية النمسا ليوبولد فيغل

كما وقّع على المعاهدة المندوبون السامون لدول الحلفاء الأربع، وهم:
- إيفان إيلييتشيف (الاتحاد السوفييتي)
- جوفري والينغر (المملكة المتحدة)
- ليولين طومسون (الولايات المتحدة الأمريكية)
- روجيه لالويت (فرنسا)

## نتائج المعاهدة
انسحبت قوات الحلفاء من النمسا في 25 أكتوبر 1955، واتُّخذ يوم 26 أكتوبر يومًا وطنيًا (كان يسمى عيد العلَم حتى سنة 1965)، وأصبحت النمسا دولة محايدة منذ يوم 26 أكتوبر 1955.